# لاوسون کرادوک
لاوسون کرادوک (انگلیسی: Lawson Craddock؛ زادهٔ ۲۰ فوریهٔ ۱۹۹۲) دوچرخه‌سوار اهل ایالات متحده آمریکا است.
از باشگاه‌هایی که در آن بازی کرده‌است می‌توان به کنندیل–دراپاک و تیم سانوب اشاره کرد.